# Harald Schwenzen
Harald Stammann Fries Schwenzen (født 18. maj 1895 i Lyksborg, Tyskland, død 16. april 1954, Oslo) var en norsk skuespiller og filminstruktør. Han optrådte på Nationaltheatret og er blandt andet kendt for at have spillet roller som Don Carlos og Peer Gynt.
Siden han var formand i Skuespillerforbundet blev han arresteret flere gange under okkupationen, og sat i fangenskan i Tyskland i årene 1944–45.
Han debuterede som filmskuespiller i 1920 i Victor Sjöströms filmatisering af Hjalmar Bergmans Mästerman. I 1922 skrev han manuskript til og instruerede Hamsuns Pan, og i 1929 spillede han en ledende rolle som advokat Sadolin i den norske film Laila. I 1948 havde han rollen som den tyske general von Falkenhorst i Kampen om tungtvannet.

## Filmografi

### Skuespiller
- 1920 – Mästerman
- 1922 – Pan
- 1925 – Två konungar
- 1926 – Till österland
- 1929 – Laila
- 1932 – Lalla vinner!
- 1944 – Kommer du, Elsa?
- 1948 – Kampen om tungtvannet
- 1948 – Trollfossen
- 1951 – Alt dette og Island med
- 1953 – Den evige Eva

### Instruktør
- 1922 – Pan